# 宮本洋二郎
宮本 洋二郎（みやもと ようじろう、1942年4月3日 - ）は、兵庫県尼崎市出身の元プロ野球選手（投手）・コーチ・スカウト。

## 来歴・人物

### プロ入り前
野球を本格的に始めたのは中学2年の時で、中学では最初、陸上部に入ったが、球技大会で投手を務め3年生チームを抑え優勝。当時の野球部監督から半ば強引に勧誘されたのがきっかけで、高校は県尼崎へ進学を希望したが校区外であった。一度、大阪の高校に入学し1年の2学期から転校を画策したが、兵庫のライバル校などから邪魔をされ叶わなかった。母・美代子の親類が鳥取県米子市にいたことから試験を受け、県下でも屈指の進学校・米子東高校に編入。同校は夏の選手権地方大会皆勤15高の一つで県内の高校野球をリードしていたが、米子東高は県下有数の進学校で学力も伴わなければ進学できず、野球留学など受け入れていなかった。岡本利之監督の指導は滅茶苦茶に厳しく、グラウンドの上にある勝田ヶ山で昼食をとる際、兵庫方面行きの電車を見るたびに「あれに乗れば（実家に）帰ることができる」と何度も思うほどであったが、着実に力を付けた。3年次の1960年には清水賢とバッテリーを組み、主戦投手として春の選抜に出場。この年の出場は鳥取県勢にとっても米子東にとっても1935年以来25年ぶり、戦後初の選抜出場であったが、山陰勢初の甲子園決勝進出を果たし、高松商と対戦。左腕エース松下利夫（明大－四国電力）との投手戦となるが、同点の9回裏、山口富士雄に左翼ラッキーゾーンに飛び込むサヨナラ本塁打を喫し1-2xで惜敗。この時はすっぽ抜けのボールを打たれたが、チームメイトの吹野勝主将は岡本の指示で後攻をとることが多かったため、打たれた宮本は、味方野手が肩を落として引き揚げてくるのを見て「なんや、まだ裏があるやないか」と思うほど投球に集中していた。この決勝戦では、米子東は宮本の安打1本のみに抑えられた。同大会は準優勝に終わるが、春夏通じて山陰勢が決勝進出したのは、この時の米子東だけであった。以降、山陰勢の甲子園大会の最高は1961年春の同校、1981年春の倉吉北と2003年夏の江の川のベスト4にとどまる。宮本が高校時代に被弾したのは練習試合を含め決勝戦の1本だけで、その1本が選抜史上唯一の決勝戦サヨナラ本塁打となったが、大会のベストナインに選ばれた。その後は春季中国大会でも萩商工を降して優勝し、夏の東中国大会決勝で倉敷工を降し夏の甲子園に出場するが、2回戦で徳島商に完敗した。秋の熊本国体では決勝に進出するが、北海高の佐藤進に抑えられ0-3で完封負け、準優勝に終わった。
高校卒業後の1961年、チームメイトの直江輝昭（住友金属）と共に早稲田大学に進学。東京六大学野球リーグでは1年次の同年春季リーグから登板、その後も主戦として活躍。同年の夏休み中の7月9日、頼まれて母校の指導に出向いた。練習後、先輩らと松江へ会食に出かけた帰りに交通事故に遭い、乗っていた車は田圃に転落。後部座席に座っていた宮本は右の側頭部を強打する重傷を負い、右頬骨折、右目上も骨折。右足指も折れ、頭蓋骨にもひびが入る大ケガで生きていたのが不思議なくらいであった。医師も「普通なら即死。運動していたから奇跡の生還が出来たんだろう」と驚いたほどであり、右目の視力がゼロになって再起不能と言われたが、毎日のように眼球に注射をして手術無しで回復。野球をやりたいという気持ちをどうしても抑え切れず、包帯をグルグル巻いたまま、医者の目を盗んで病院の庭で石を投げて、右肩の大丈夫なことを確かめたという。石井藤吉郎に監督が変わった4年次の1964年春季リーグでは在学中唯一の優勝を経験、同年の全日本大学野球選手権大会では決勝で駒大に敗れ準優勝。リーグ通算61試合登板、17勝18敗、防御率2.31、144奪三振。大学同期には江尻亮、石山建一がいた。

### 現役時代
早慶戦の前日にはコップ一杯の水を飲むのさえ、ピッチングへの影響を考えたほどの繊細な一面もあったが、ストレートとカーブは「プロのレベル級」ではと各球団から勧誘を受け、大学卒業後の1965年に川上哲治監督の説得で読売ジャイアンツへ入団。きっかけは早稲田のグラウンドでピッチングしていた時に、後ろで川上と早大の先輩である荒川博一軍打撃コーチが見ていたが、当時は全然気づかなかった。宮本は捕手が頭を下げてようやく気づき、その後に高田馬場のスナックに川上と行き、「来いや、うち」と勧誘された。他球団と接触されたくない巨人側は「絶対にいくから身を隠しておいてくれ」と言ったため、宮本は母親と2人で御茶ノ水辺りで1週間か10日くらい潜伏。1年目の同年からV9が始まり、期待されながら名門へ迎えられた宮本の登板機会は少なく、当然のごとく自信をなくした。2年間で僅か2勝に終わり、1966年オフには川上が「5番打者が欲しい」ため、森永勝也との交換トレードで広島カープへ移籍。その年の納会の前に、宮本と森永のトレードの話が新聞の1面に出た。納会の時にトイレで川上がいたため聞いたところ、「お前連れてきたのワシや」と否定。宮本は信じたが、翌日にトレードされた。
宮本には「せめて関東の球団に…」という思いがあり、広島入りしたものの、当分は心の整理がつかなかった。流川や薬研堀を飲み歩くなど荒れた時期もあったが、プライドだけは捨てなかった。1967年は開幕直後から先発として起用され5勝を挙げ、5月7日の阪神戦（広島市民）では権藤正利と投げ合い、9回裏に大和田明が安部和春からサヨナラ3点本塁打を放って自身唯一の完封勝利を飾る。その後は「広島は森永さんを出してまで自分を獲得してくれた。ここで終わる訳にはいかんと思った」と気持ちを切り替え、自らリリーフ専門で生きることを決めた。主に中継ぎとして登板し、連投も厭わないタフネスさと、制球力の良さで、常に臨戦態勢でブルペンにいた。1970年に4勝、1971年には自己最多の6勝を挙げる。1971年には5月に球団史上初の10連勝を達成するが、宮本も同13日のヤクルト戦（広島市民）で1球勝利投手となり、10連勝中に4勝をマーク。
連投の影響で右肘は湾曲するなど悲鳴をあげ、1974年に南海ホークスへ移籍。「自分はカーブ投手」という認識のあった宮本に対し、野村克也選手兼任監督はストレートばかりのサインを出したが、宮本は野村の大胆さと緻密さの重なり合ったリードから「相手を翻弄するテクニック」を教えられて蘇る。36試合登板・3勝4セーブ・防御率2.19と与えられたイニングを全うし、同年限りで現役を引退。

### 引退後
引退後は南海で一軍投手コーチ（1975年, 1979年）・二軍投手コーチ（1976年 - 1978年, 1981年）を務め、古巣・広島に復帰してスコアラー兼スカウト（1982年 - 1987年）・二軍投手コーチ（1988年, 1991年 - 1992年）・一軍投手コーチ（1989年 - 1990年）・関西地区担当スカウト（1993年 - 2013年）を務めた。南海コーチ時代は野村からID野球のイロハを学び、これが後の財産になった。広瀬叔功監督にも腕を見込まれ、柚木進コーチの後任で一軍を担当したこともあった。ブルペンでは常に投手の調子に気を配り、技術的なアドバイスも選手に好評であった。コーチ1年目オフの11月8日には「東京六大学野球連盟結成50周年記念試合プロOB紅白戦」メンバーに選出され、早大の先輩である荒川率いる白軍の選手として出場。広島復帰後、スコアラー兼スカウト時代は、チームが遠征に出る時はスコアラーとして帯同して試合前の打撃投手も務め、広島で試合の時は関西でスカウトとしてアマチュア選手を見るなどハードな一人三役をこなした。スコアラーとしてはバッティングチャンスでどういう球種を投げているか、一目瞭然になるように、チャートを色分けでやったことで、松田耕平オーナーから評価された。相手の癖を見抜く目も高かったことから選手の信頼も厚く、山本浩二が「宮さん、おいしい話ある?」と聞いてきた。日頃から常々観察力の訓練をし、スカウトとしては広島黄金時代の礎を築いた木庭教の下で学んだ。木庭の鞄持ちみたいなことをやり、直接教えられたことはなく、木庭と並んで歩いたことは一回もなかった。一歩下がって、木庭がすることを覚えていくというやり方で、見て覚えることを繰り返した。選手の見方、指導者との会話内容など、気づいた点を帰ってメモしておいた。小まめに全国の高校、大学、社会人と歩き回り、逆指名や希望枠の時代が終わると、ドラフト戦略は相手への密着マークより他球団の動向や当該選手の希望などの情報戦が重要となったが、宮本は愚直に選手を追い続けるスタイルを貫き、倉義和・前田健太などを獲得。スポーツ新聞にコメントが掲載されたこともあったが、2013年2月12日に2月末で広島を退職することが明らかになった。広島退職後は同年から日本福祉大学特別コーチ兼チーム編成部長を務め、選手の寮代わりである大学指定のアパートに住みながら、若者と野球に囲まれながらの毎日を送った。練習は授業の関係で夜間が多いが、終わった後も一緒に夕食を食べながら野球談議になり、宮本は一杯やりながら楽しんだ。

## エピソード
- 米子東高進学後、冬場はボートで錦海に出て足腰を鍛練し、体幹が強くなって力強い投球が出来た。また、投球後は水道水で肘や肩をクールダウンしていたと言う。当時は「肩は冷やすな」という定説の中、今では当たり前となっているアイシングの理論を取り入れる先見の持論を持っていた。
- 選抜では決勝戦の2日後、米子に帰る電車内では鳥取に入ると日の丸の小旗を振っている人を何人も見た[1]。米子に戻ったナインらは米子駅前から自衛隊のジープ型の車などで「準優勝パレード」を行った[1]。沿道を埋め尽す人垣で身動きもできず、行進は各所で立往生した。紙吹雪、テープの乱れ舞う中を自動車行進はナイン全員の家を順々に全市を廻り、当然宮本の下宿先にも行った[1]。選抜後は米子東が観光コースに加えられ、校舎をバックに記念撮影する人も多く見られたという[1]。
- 1998年のドラフトで地元広島出身の大型内野手の二岡智宏の指名を逃したが、奇しくも同年の11月27日、オリックススカウトの三輪田勝利（大学の後輩）が自殺する事件が起きており、ひどく憔悴しきった宮本の様子を見かねた妻は、しばらくの間、宮本がどこに行くにも付き添ってきたという[13]。この時は逆指名を受けるため、毎朝、練習開始前の近大グラウンドに到着し、練習に出てくる二岡に挨拶することを日課にしていた。また、試合では通常スカウトが陣取るバックネット裏ではなく、いつも三塁側スタンドに座った[4]。広島は二岡の出身地ということもあり、いち早く1位で獲得する意思を表明。巨人は上原浩治に続く2位指名が濃厚で、阪神はドラフト方針がなかなか固まらなかったため、広島が圧倒的にリードしていると宮本は感じていたが、最終的に二岡は巨人入りを決断[4]。ドラフト直前に3球団のスカウトは、近大野球部の寮で同日にそれぞれ結論を伝えられた。寮に行くまで答えは分からず、備前喜夫スカウト部長と宮本が監督室で断られたが、監督には断られたものの、二岡本人には断られていなかったため信じられなかった[4]。翌日に試合が西京極であって行き、備前には「お前アホか、断られて何で行くねん」と言われたが、宮本は本人から聞きたかったため向かった。その日も同じ場所に座ったが、スタンドにいる宮本に、二岡は帽子をとって頭を下げた。2016年2月、宮本の元に二岡から電話が入り、夜の大阪で食事をする機会が生まれた。18年ぶりの対面に「すいませんでした」と頭を下げた二岡は「実は……」と、子供の頃からの巨人ファンであったことを初めて告白している[7]。
- 前田は高校1年の時に巡り合い、目配り、気配り、人への思いやりといった部分に魅力を感じた。前田の同級生、下級生、監督、コーチへの接し方、コミュニケーションの取り方が凄いと思い、外野手として出場する時でも、必ずマウンドに寄って、投手に一言二言かけてからレフトへ行くところに驚いた[4]。他球団のスカウトに気付かれないよう朝晩徹底マークし、大阪の自宅近くの神社に日参しては祈願した[9]。リストした他の選手はパスして前田だけに集中し、他球団のスカウトよりも早くグラウンドに通い、各スカウトの帰るのを見届けて最後までいた。真夏の暑い日もネクタイ着用に背広姿、寒い時は愛用のコートを羽織り、執念の追跡を続けた[9]。万博球場での練習で両親を見つけたのも一番先であり、応援席で帽子のツバに「マエダ」と書いた名前が目にとび込んで来た。以来、母親と会話を交わしながら、家庭環境の良さも一目で分かった[9]。単独指名できた夜は、嬉しくて朝まで飲み明かした[2]。

## 詳細情報

### 年度別投手成績
| 年 度     | 球 団     | 登 板 | 先 発 | 完 投 | 完 封 | 無 四 球 | 勝 利 | 敗 戦 | セ 丨 ブ | ホ 丨 ル ド | 勝 率 | 打 者 | 投 球 回 | 被 安 打 | 被 本 塁 打 | 与 四 球 | 敬 遠 | 与 死 球 | 奪 三 振 | 暴 投 | ボ 丨 ク | 失 点 | 自 責 点 | 防 御 率 | W H I P |
| --------- | --------- | ----- | ----- | ----- | ----- | -------- | ----- | ----- | -------- | ----------- | ----- | ----- | -------- | -------- | ----------- | -------- | ----- | -------- | -------- | ----- | -------- | ----- | -------- | -------- | ------- |
| 1965      | 巨人      | 7     | 3     | 0     | 0     | 0        | 0     | 1     | --       | --          | .000  | 87    | 20.1     | 24       | 2           | 4        | 0     | 0        | 8        | 0     | 0        | 11    | 11       | 4.95     | 1.38    |
| 1966      | 巨人      | 22    | 0     | 0     | 0     | 0        | 2     | 1     | --       | --          | .667  | 203   | 53.0     | 42       | 4           | 10       | 1     | 0        | 22       | 0     | 0        | 13    | 12       | 2.04     | 0.98    |
| 1967      | 広島      | 32    | 18    | 3     | 1     | 0        | 5     | 8     | --       | --          | .385  | 485   | 114.0    | 123      | 20          | 30       | 1     | 2        | 60       | 0     | 0        | 56    | 49       | 3.87     | 1.34    |
| 1968      | 広島      | 2     | 0     | 0     | 0     | 0        | 0     | 0     | --       | --          | ----  | 11    | 1.2      | 4        | 0           | 1        | 0     | 0        | 0        | 0     | 0        | 4     | 1        | 4.50     | 3.00    |
| 1969      | 広島      | 12    | 0     | 0     | 0     | 0        | 0     | 0     | --       | --          | ----  | 94    | 20.1     | 28       | 3           | 6        | 1     | 0        | 14       | 0     | 0        | 16    | 15       | 6.75     | 1.67    |
| 1970      | 広島      | 38    | 3     | 0     | 0     | 0        | 4     | 2     | --       | --          | .667  | 276   | 67.0     | 64       | 9           | 19       | 3     | 0        | 39       | 3     | 0        | 25    | 23       | 3.09     | 1.24    |
| 1971      | 広島      | 27    | 2     | 0     | 0     | 0        | 6     | 2     | --       | --          | .750  | 220   | 56.2     | 38       | 5           | 18       | 1     | 2        | 25       | 1     | 0        | 17    | 16       | 2.53     | 0.99    |
| 1972      | 広島      | 34    | 0     | 0     | 0     | 0        | 0     | 1     | --       | --          | .000  | 257   | 60.0     | 65       | 9           | 21       | 2     | 2        | 22       | 0     | 0        | 32    | 31       | 4.65     | 1.43    |
| 1973      | 広島      | 12    | 0     | 0     | 0     | 0        | 1     | 1     | --       | --          | .500  | 98    | 23.2     | 30       | 4           | 6        | 1     | 0        | 15       | 0     | 0        | 13    | 12       | 4.50     | 1.52    |
| 1974      | 南海      | 36    | 0     | 0     | 0     | 0        | 3     | 2     | 3        | --          | .600  | 313   | 78.1     | 57       | 8           | 27       | 2     | 2        | 44       | 0     | 1        | 20    | 19       | 2.19     | 1.07    |
| 通算:10年 | 通算:10年 | 222   | 26    | 3     | 1     | 0        | 21    | 18    | 3        | --          | .538  | 2044  | 495.0    | 475      | 64          | 142      | 12    | 8        | 249      | 4     | 1        | 207   | 189      | 3.44     | 1.25    |

### 記録
- 1球勝利投手（1971年5月13日　対ヤクルト戦）

### 背番号
- 10 （1965年 - 1966年）
- 22 （1967年 - 1974年）
- 77 （1975年 - 1979年）
- 76 （1981年）
- 85 （1988年 - 1992年）